# Liste des membres de la Municipalité de Lausanne
Cette page présente la liste des conseillers municipaux (exécutif) de la ville de Lausanne.

## Composition actuelle (2021-2026)
- Grégoire Junod (PS) : Direction de la culture et du développement urbain, syndic
- Xavier Company (Verts) : Direction des services industriels
- Florence Germond (PS) : Direction des finances et de la mobilité
- Pierre-Antoine Hildbrand (PLR) : Direction de la sécurité et de l'économie
- Natacha Litzistorf (Verts) : Direction du logement, de l'environnement et de l'architecture
- Émilie Moeschler (PS) : Direction des sports et de la cohésion sociale
- David Payot (POP) : Direction de l'enfance, de la jeunesse et des quartiers

## XXIesiècle

### 2016-2021
- Grégoire Junod (PS) : Direction de la culture et du développement urbain, syndic
- Florence Germond (PS) : Direction des finances et de la mobilité
- Pierre-Antoine Hildbrand (PLR) : Direction de la sécurité et de l'économie
- Natacha Litzistorf (Verts) : Direction du logement, de l'environnement et de l'architecture
- David Payot (POP) : Direction de l'enfance, de la jeunesse et des quartiers
- Jean-Yves Pidoux (Verts) : Direction des services industriels
- Oscar Tosato (PS) : Direction de l'enfance, de la jeunesse et de l'éducation

### 2011-2016
- Daniel Brélaz (Verts) : Direction de l'administration générale et de la culture, syndic
- Olivier Français (PLR) : Direction des travaux
- Florence Germond (PS) : Direction des finances et du patrimoine vert
- Grégoire Junod (PS) : Direction de la culture et du logement, puis de la Direction du logement et de la sécurité publique à partir de fin 2012
- Jean-Yves Pidoux (Verts) : Direction des services industriels
- Oscar Tosato (PS) : Direction de l'enfance, de la jeunesse et de la cohésion sociale
- Marc Vuilleumier (POP) : Direction de la sécurité publique et des sports, puis Direction des sports, de l'intégration et de la protection de la population à partir de fin 2012

### 2006-2011
- Daniel Brélaz (Verts) : Direction de l'administration générale et des finances, syndic

- Jean-Christophe Bourquin (PS) : Direction de la sécurité sociale et de l'environnement
- Olivier Français (PRD) : Direction des travaux
- Jean-Yves Pidoux (Verts) : Direction des services industriels
- Oscar Tosato (PS) : Direction de l'enfance, de la jeunesse et de l'éducation
- Marc Vuilleumier (POP) : Direction de la sécurité publique et des sports
- Silvia Zamora (PS) : Direction de la culture, du logement et du patrimoine

### 2001-2006
- Jean-Jacques Schilt (PS) : Direction de l'administration générale, syndic en 2001
- Daniel Brélaz (Verts) : Direction de l'administration générale et des finances, syndic à partir de 2002
- Doris Cohen-Dumani (PRD) : Direction des écoles, renommé en Direction de l'enfance, de la jeunesse et de l'éducation le 1er avril 2001, puis Direction de la sécurité publique à partir de 2002
- Olivier Français (PRD) : Direction des travaux
- Éliane Rey (PL) : Direction des services industriels
- Oscar Tosato (PS) : Direction de l'enfance, de la jeunesse et de l'éducation, à partir de 2002
- Silvia Zamora (PS) : Direction de la sécurité sociale et de l'environnement

## XXesiècle

### 1996-2001
- Yvette Jaggi (PS) : Direction de l'administration générale et syndique jusqu'en 1997
- Jean-Jacques Schilt (PS) : Direction des travaux, puis Direction de l'administration générale et syndic à partir de 1998
- Daniel Brélaz (Verts) : Direction des services industriels
- Doris Cohen-Dumani (PRD) : Direction des écoles
- Olivier Français (PRD) : Direction des travaux, à partir de 2000
- Bernard Métraux (POP) : Direction de la police et des sports, renommé en Direction de la sécurité publique et des affaires sportives en 1999
- Francis Thévoz (PRD) : Direction des finances
- Pierre Tillmanns (PS) : Direction de la sécurité sociale et de l'environnement, jusqu'en 2000
- Silvia Zamora (PS) : Direction des travaux de 1998 à 2000, puis Direction de la sécurité sociale et de l'environnement

### 1991-1996
- Yvette Jaggi (PS) : Direction de l'administration générale et syndique
- Daniel Brélaz (Verts) : Direction des services industriels
- Olivier Chevallaz (PRD) : Direction des finances jusqu'en 1993
- Doris Cohen-Dumani (PRD) : Direction des écoles à partir de 1994
- Jacques Lienhard (PRD) : Direction de la police, puis Direction de la police et des sports jusqu'en 1993
- Jean-Jacques Schilt (PS) : Direction des écoles jusqu'en 1993, puis Direction des travaux
- Francis Thévoz (PRD) : Direction des finances à partir de 1994
- Pierre Tillmanns (PS) : Direction de la sécurité sociale et de l'environnement
- Jean-Claude Rosset (PL) : Direction des travaux jusqu'en 1993, puis Direction de la police et des sports jusqu'en 1995 ; remplacé par Bernard Métraux (POP) à partir du 1er juin 1995

### 1986-1991
- Paul-René Martin (PRD) : syndic et Direction de l'administration générale jusqu'en 1989
- Yvette Jaggi (PS) : Direction des finances, puis à partir de 1990 Direction de l'administration générale et syndique
- Jean-Daniel Cruchaud (PS) : Direction de la sécurité sociale jusqu'en 1989
- Jacques Lienhard (PRD) : Direction de la police, puis Direction de la police et des sports à partir de 1990
- Maurice Meylan (PL) : Direction des travaux jusqu'en 1989 ; remplacé en 1990 par Jean-Claude Rosset (PL)
- Michel Pittet (PRD) : Direction des services industriels, jusqu'en 1989 ; remplacé par Olivier Chevallaz (PRD) : Direction des finances, à partir de 1990
- Jean-Jacques Schilt (PS) : Direction des écoles
- Pierre Tillmanns (PS) : Direction de la sécurité sociale et de l'environnement, à partir de 1990

### 1981-1986
- Paul-René Martin (PRD) : Direction de l'administration générale et syndic
- Françoise Champoud (PL) : Direction des écoles à partir de 1982
- Jean-Daniel Cruchaud (PS) : Direction de la police jusqu'en 1985, puis Direction de la sécurité sociale
- Maurice Meylan (PL) : Direction des travaux
- André Piller (PS) : Direction de la sécurité sociale jusqu'en 1985
- Michel Pittet (PRD) : Direction des services industriels

### 1976-1981
- Jean-Pascal Delamuraz (PRD) : Direction de l'administration générale et syndic
- Robert Deppen (PS) : Direction de la police jusqu'en 1980
- Marx Lévy (PS) : Direction des travaux jusqu'en 1980

- Paul-René Martin (PRD) : Direction des services industriels
- Maurice Meylan (PL) : Direction des écoles
- Roger Mugny (PDC) : Direction des finances jusqu'en 1977 ; remplacé en 1978 par Jean-Claude Rochat (Groupement pour la protection de l'environnement)
- André Piller (PS) : Direction de la sécurité sociale

### 1971-1976
- Georges-André Chevallaz (PRD) : Direction de l'administration générale et syndic jusqu'en 1973
- Jean-Pascal Delamuraz (PRD) : Direction des travaux jusqu'en 1973, puis Direction de l'administration générale et syndic

- Alfred Bussey (PS) : Direction des finances jusqu'en 1973
- Robert Deppen (PS) : Direction de la police
- Marx Lévy (PS) : Direction des travaux à partir de 1974
- Marc Henri Morattel (PRD) : Direction des services industriels
- Roger Mugny (PDC) : Direction des œuvres sociales jusqu'en 1972, renommé en Direction de la sécurité sociale en 1973, puis Direction des finances à partir de 1974
- André Piller (PS) : Direction de la sécurité sociale à partir de 1974
- Pierre Vuillemin (PL) : Direction des écoles

### 1966-1971
- Georges-André Chevallaz (PRD) : Direction de l'administration générale et syndic
- Alfred Bussey (PS) : Direction des finances
- Jean-Pascal Delamuraz (PRD) : Direction des travaux, à partir de 1970

- Robert Deppen (PS) : Direction de la police
- Édouard Dutoit (PRD) : Direction des travaux jusqu'en 1969
- Georges Jaccottet (PL) : Direction des écoles jusqu'en 1969
- Marc Henri Morattel (PRD) : Direction des services industriels
- Roger Mugny (PDC) : Direction des œuvres sociales à partir de 1970
- Pierre Vuillemin (PL) : Direction des œuvres sociales jusqu'en 1969, puis Direction des écoles

### 1961-1966
- Georges-André Chevallaz (PRD) : Direction de l'administration générale et syndic

- Alfred Bussey (PS) : Direction de la police, puis Direction des finances à partir de 1962
- Aimé Delay (PRD) : Direction des services industriels jusqu'en 1965
- Robert Deppen (PS) : Direction de la police à partir de 1962
- Édouard Dutoit (PRD) : Direction des travaux à partir de 1962
- Pierre Graber (PS) : Direction des finances jusqu'en 1962
- Georges Jaccottet (PL) : Direction des écoles
- Pierre Vuillemin (PL) : Direction des œuvres sociales à partir de 1962

### 1956-1961
- Jean Peitrequin (PRD) :  Direction de l'administration générale et syndic jusqu'en 1957, remplacé par Georges-André Chevallaz (PRD) à partir de 1958
- Albert von der Aa (PS) : Direction des œuvres sociales
- Alfred Bussey (PS) : Direction de la police, à partir de 1958
- Aimé Delay (PRD) : Direction des services industriels
- Henri Genet (PRD) : Direction des travaux
- Pierre Graber (PS) : Direction des finances
- Georges Jaccottet (PL) : Direction des écoles

### 1951-1956
- Jean Peitrequin (PRD) :  Direction de l'administration générale et syndic
- Albert von der Aa (PS) : Direction des œuvres sociales
- Georges Bridel (PL) : Direction de la police
- Aimé Delay (PRD) : Direction des services industriels
- Henri Genet (PRD) : Direction des travaux
- Pierre Graber (PS) : Direction des finances
- Georges Jaccottet (PL) : Direction des écoles

### 1946-1951
- Pierre Graber (PS) : Direction de l'administration générale et syndic jusqu'en 1949, Direction des finances à partir de 1950
- Jean Peitrequin (PRD) : Direction des œuvres sociales jusqu'en 1949, puis Direction de l'administration générale et syndic
- Albert von der Aa (PS) : Direction des services industriels jusqu'en 1949, puis Direction des œuvres sociales
- Georges Bridel (PL) : Direction des finances jusqu'en 1949, puis Direction de la police
- Fernand Crot (POP) : Direction des écoles jusqu'en 1949
- Aimé Delay (PRD) : Direction des services industriels à partir de 1950
- Henri Genet (PRD) : Direction des travaux à partir de 1950
- Georges Jaccottet (PL) : Direction des écoles à partir de 1950
- Robert Jordan (POP) : Direction des travaux jusqu'en 1949
- André Muret (POP) : Direction de la police jusqu'en 1949